# Daniel Helminiak
Daniel A. Helminiak (* 20. November 1942 in Pittsburgh, Pennsylvania) ist ein US-amerikanischer Professor, Autor und römisch-katholischer Priester.
Helminiak erhielt den Ph.D. in systematischer Theologie am Boston College und an der Andover Newton Theological School. Des Weiteren erreichte er einen Ph.D. in Schulpsychologie von der University of Texas at Austin. Helminiak ist derzeit Inhaber einer außerordentlichen Professur (associate professor) an der psychologischen Fakultät der University of West Georgia.
28 Jahre lang diente Helminiak als Priester in der Römisch-katholischen Kirche. Er ist ein Mitglied von Dignity/Atlanta, einer Unterorganisation von DignityUSA. Helminiak ist außerdem Mitglied in der Leitung des White Crane Journal, eines Magazins für „Gay Culture and Wisdom“. Er ist der Autor des Buches What the Bible Really Says About Homosexuality.

## Schriften (Auswahl)
- What the Bible Really Says About Homosexuality. 2000, ISBN 1-886360-09-X.